# Río Valdivia

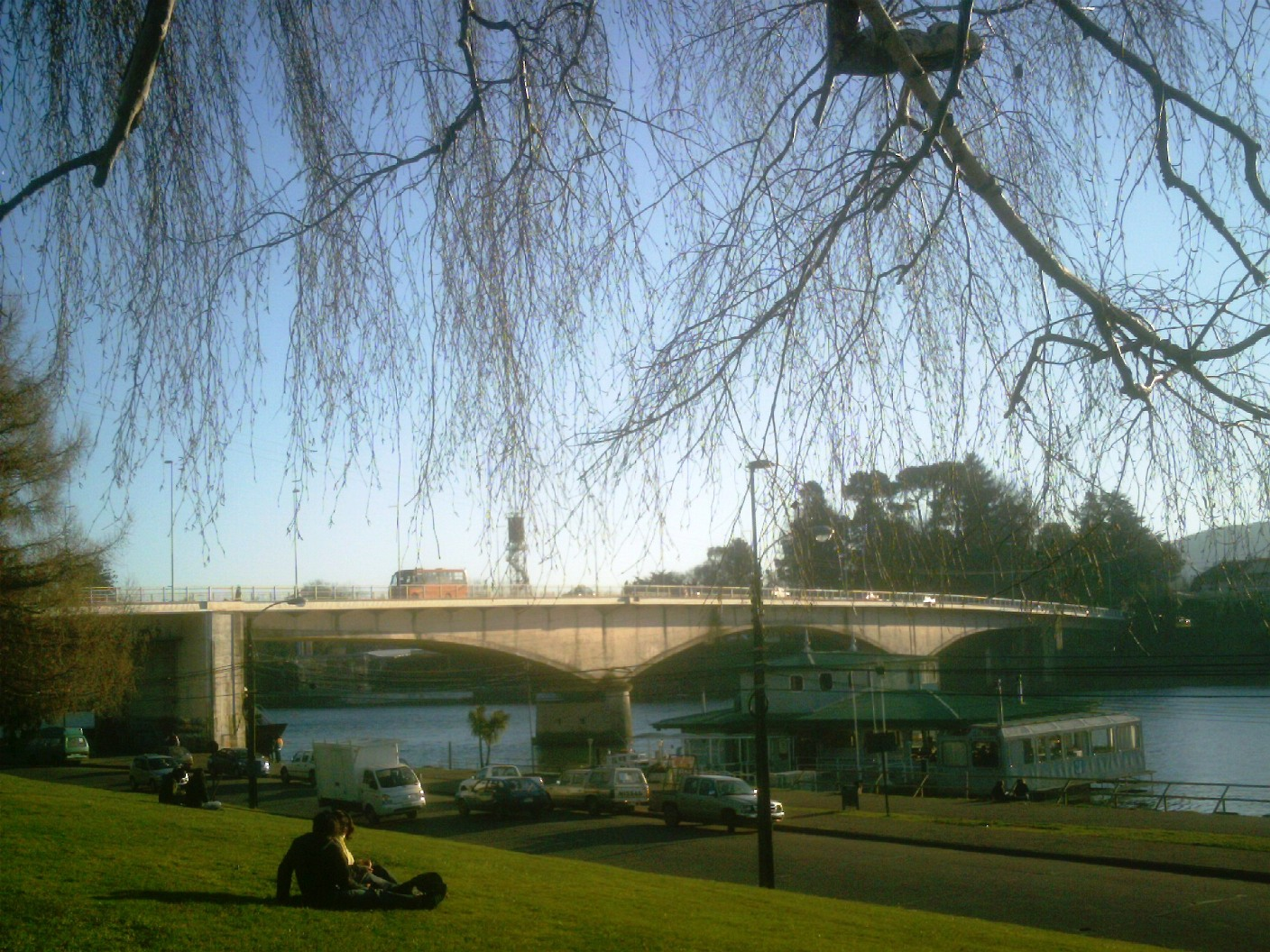
Puente Pedro de Valdivia

Der Río Valdivia (Valdivia-Fluss) entsteht in der südchilenischen Stadt Valdivia durch den Zusammenschluss des von Südosten kommenden Río Calle Calle und des kanalähnlichen, von Norden einmündenden Río Cau Cau östlich der Isla Teja.
An der Südostseite der Teja-Insel fließt der Río Valdivia weiter, um sich an der Südspitze der Stadtinsel Teja mit dem von Norden strömenden Río Cruces zu vereinigen. Weiter südwestlich mündet er dann nach insgesamt 15 Kilometern in der Corral-Bucht gegenüber der gleichnamigen Stadt Corral in den Pazifischen Ozean. Die Breite schwankt zwischen minimal 100 Metern zwischen Teja und der Altstadt Valdivias (200 Metern bei der einzigen Brücke Puente Pedro de Valdivia/Avenida Los Robles, die das weltweit stärkste je registrierte Erdbeben von Valdivia 1960 überstanden hat) und gut einem Kilometer an der breitesten Stelle. Über seine volle Länge ist er schiffbar, jedoch wenig bzw. überwiegend von Sportbooten befahren und Gezeiten-Schwankungen ausgesetzt.